# Contea di Hudspeth
La contea di Hudspeth (in inglese Hudspeth County) è una contea dello Stato del Texas, negli Stati Uniti. La popolazione al censimento del 2010 era di 3 476 abitanti. Il capoluogo di contea è Sierra Blanca, mentre la comunità più estesa è Fort Hancock. La contea è stata creata nel 1917 dalla Contea di El Paso. Il suo nome deriva da Claude Benton Hudspeth, congressista dello Stato (1919–1931), allevatore ed editore di giornali.

## Geografia fisica
| Anno | Popolazione | ±%     |
| ---- | ----------- | ------ |
| 1920 | 962         |        |
| 1930 | 3,728       | 287.5% |
| 1940 | 3,149       | −15.5% |
| 1950 | 4,298       | 36.5%  |
| 1960 | 3,343       | −22.2% |
| 1970 | 2,392       | −28.4% |
| 1980 | 2,728       | 14.0%  |
| 1990 | 2,915       | 6.9%   |
| 2000 | 3,344       | 14.7%  |
| 2010 | 3,476       | 3.9%   |

Secondo l'Ufficio del censimento degli Stati Uniti d'America la contea ha un'area totale di 4572 miglia quadrate (11840 km²), di cui 4571 miglia quadrate (11838 km²) sono terra, mentre 0,8 miglia quadrate (2,10 km², corrispondenti allo 0,02% del territorio) sono costituiti dall'acqua.

### Strade principali
- Interstate 10
- U.S. Highway 62
- U.S. Highway 180
- State Highway 20

### Contee adiacenti
- Contea di Otero (Nuovo Messico) - nord
- Contea di Culberson - est
- Contea di Jeff Davis - sud-est
- Contea di Presidio - sud
- Contea di El Paso - ovest
- Guadalupe (Chihuahua, Messico) - sud
- Práxedis G. Guerrero (Chihuahua, Messico) - sud

### Aree protette
- Parco nazionale dei Monti Guadalupe
- McKittrick Canyon

## Istruzione
Il 52% degli adulti della contea sono analfabeti.